# Liste der Kulturdenkmale in Westhausen (Württemberg)
In der Liste der Kulturdenkmale in Westhausen (Württemberg) sind Bau- und Kunstdenkmale der Gemeinde Westhausen verzeichnet, die im „Verzeichnis der unbeweglichen Bau- und Kunstdenkmale und der zu prüfenden Objekte“ des Landesamts für Denkmalpflege Baden-Württemberg verzeichnet sind. Dieses Verzeichnis ist nicht öffentlich und kann nur bei „berechtigtem Interesse“ eingesehen werden. Die folgende Liste ist daher nicht vollständig und beruht auf anderweitig veröffentlichten Angaben.

## Liste

### Lippach
| Bild           | Bezeichnung       | Lage                            | Datierung | Beschreibung                                              | ID |
| -------------- | ----------------- | ------------------------------- | --------- | --------------------------------------------------------- | -- |
| Weitere Bilder | Kath. Pfarrkirche | Lippach, Hauptstraße 37 (Karte) | 1899      | Dreischiffiger Bau mit Westturm. Geschützt nach § 2 DSchG |    |

### Reichenbach
| Bild | Bezeichnung                   | Lage                                       | Datierung                           | Beschreibung | ID |
| ---- | ----------------------------- | ------------------------------------------ | ----------------------------------- | --- | -- |
|      | Katholische Kirche St. Georg  | Reichenbach, Sankt-Georg-Straße (Karte)    | 1729                                | Die Katholische Kirche St. Georg wurde 1729 erbaut. Der mittelalterlichem Westturm und Polygonchor wurde in das Bauwerk einbezogen. Geschützt nach § 2 DSchG | BW |
|      | Einhaus Sankt-Georg-Straße 33 | Reichenbach, Sankt-Georg-Straße 33 (Karte) | möglicherweise noch 19. Jahrhundert | zweigeschossiges verputztes Einhaus mit Satteldach; erhaltenswertes Gebäude                                                                                  | BW |
|      | Einhaus Sankt-Georg-Straße 38 | Reichenbach, Sankt-Georg-Straße 38 (Karte) | möglicherweise noch 19. Jahrhundert | zweigeschossiges Fachwerkgebäude mit Satteldach; erhaltenswertes Gebäude                                                                                     | BW |
|      | Gasthaus zur Traube           | Reichenbach, Sankt-Georg-Straße 39 (Karte) | möglicherweise noch 19. Jahrhundert | zweigeschossiges verputztes Gebäude mit Satteldach und langer, jüngerer Dachgaube; erhaltenswertes Gebäude                                                   | BW |
|      | Einhaus Sankt-Georg-Straße 50 | Reichenbach, Sankt-Georg-Straße 50 (Karte) | 19. Jahrhundert                     | zweigeschossiges verputztes Gebäude mit Satteldach; erhaltenswertes Gebäude                                                                                  | BW |
|      | Scheune Sankt-Georg-Straße 50 | Reichenbach, Sankt-Georg-Straße 50 (Karte) | 2. Hälfte 19. Jahrhundert           | Kleine Fachwerkscheune mit Satteldach; erhaltenswertes Gebäude                                                                                               | BW |
|      | Einhaus Sankt-Georg-Straße 66 | Reichenbach, Sankt-Georg-Straße 66 (Karte) | 19. Jahrhundert                     | zweigeschossiges verputztes Gebäude mit Satteldach am südlichen Ortsrand; erhaltenswertes Gebäude                                                            | BW |

### Wagenhofen
| Bild | Bezeichnung           | Lage                   | Datierung | Beschreibung | ID |
| ---- | --------------------- | ---------------------- | --------- | --- | -- |
|      | Herrensitz Wagenhofen | Wagenhofen, Haus Nr. 1 |           | Sichtbar erhalten sind Burghügel, Graben und vorgelagerter Wall; heutiger Schlossneubau (Wohnhaus mit Durchfahrt und Portalgliederung) errichtet 1588. Geschützt nach § 28 DSchG |    |

### Westhausen
| Bild           | Bezeichnung                                                                           | Lage                                                    | Datierung       | Beschreibung | ID |
| -------------- | ------------------------------------------------------------------------------------- | ------------------------------------------------------- | --------------- | --- | -- |
| Weitere Bilder | Kath. Pfarrkirche St. Mauritius, Pfarrhof und ehem. Zehntscheune des deutschen Ordens | Westhausen, Kirchplatz 3, 7, 9 (Karte)                  | 1729            | kath. Pfarrkirche St. Mauritius (Saalbau von 1780 mit gotischem Turm), daneben der Pfarrhof mit Wohnhaus und Scheune des 18. Jhs. sowie die ehemalige Zehntscheune des deutschen Ordens, ein Massivbau mit Halbwalm von 1769. Geschützt nach §§ 2 (28) DSchG                                                                                    |    |
| Weitere Bilder | Friedhofskapelle St. Silvester                                                        | Westhausen, Silvesterstraße 22 (Karte)                  | 1626            | Friedhofskapelle St. Silvester von 1626, 1685 und 1780 verändert bzw. erweitert, nebenan der noch genutzte Friedhof. Geschützt nach § 28 DSchG |    |
|                | Burstel am östlichen Ortsrand                                                         | Westhausen, Westhausen östlicher Ortsrand, Hofweg       |                 | Burstel am östlichen Ortsrand: in Tallage am nordöstlichen Ortsausgang liegender Burstel, durch moderne Bautätigkeit ist der Ende des 19. Jhs. noch 20 m breite Burghügel überformt. Geschützt nach § 2 DSchG |    |
|                | Burstel Ecke Silvesterstraße / Abt Müller-Straße                                      | Westhausen, Ecke Silvesterstraße / Abt Müller-Straße    |                 | am alten nordwestlichen Ortsrand liegt in direkter Nachbarschaft zur Pfarrkirche ein Ende des 19. Jhs. noch 3 m hoher Burstel mit anliegenden Wall- und Grabenresten (möglicherweise ist südlich und westlich davon ein ursprünglich ebenfalls befestigter Wirtschaftshof zu lokalisieren), heute weitgehend überbaut. Geschützt nach § 2 DSchG |    |
|                | Burstel Ecke Dalkinger Straße / Burgstallweg                                          | Westhausen, Ecke Dalkinger Straße / Burgstallweg        |                 | rund 60 m südöstlich der Pfarrkirche, unmittelbar am ehemaligen Ortsrand zur Jagst hin, erhob sich noch Ende des 19. Jhs. 2,3 m hoch ein 20 × 13 m großer, im Grundriss rechteckiger Burghügel (Gründung im 11./12. Jh. ist zu vermuten), heute Wiese. Geschützt nach § 2 DSchG                                                                 |    |
|                | Abgegangene Agnesburg                                                                 | Westhausen, ca. 1,25 km westlich Reichenbach (Karte)    | 1147            | Burgstelle mit tiefem Graben mit vorgelagertem Randwall. Baugeschichtliche Daten zu der 25 × 35 m großen Anlage sind nicht bekannt. Geschützt nach § 2 DSchG |    |
|                | Abgegangene Burg Reichenbach                                                          | Westhausen, ca. 600 m südsüdöstlich Reichenbach (Karte) | 13. Jahrhundert | Trotz Substanzverluste durch einen aufgelassenen Steinbruch sind Bau- und Befestigungsreste der auf polygonalem Grundriss von ca. 45 × 35 m errichteten Kernburg, sowie ein talseitig den ursprünglichen Burgaufgang begleitender Wall noch obertägig sichtbar. Herren von Reichenbach. Geschützt nach § 2 DSchG                                | BW |

### Westerhofen
| Bild | Bezeichnung              | Lage                | Datierung | Beschreibung | ID |
| ---- | ------------------------ | ------------------- | --------- | --- | -- |
|      | Kath. Kirche St. Blasius | Westerhofen (Karte) | 1721      | Kath. Kirche St. Blasius (Saalbau von 1721, Westturm von 1450/70) mit ummauertem Kirchhof. Geschützt nach § 28 DSchG | BW |